# Mette Schjoldager
Mette Schjoldager Truedsson (født 21. april 1977 i Viby Sj.) er en dansk tidligere professionel badmintonspiller. 

## Badmintonkarriere
Mette Schjoldager spillede primært double, og især i mixed double havde hun succes og lå på et tidspunkt nummer ét på verdensranglisten i denne disciplin. Hun spillede en årrække sammen med Jens Eriksen og vandt sammen med ham bronze ved VM i 2001, guld ved EM i Sverige 2002 og var i finalen ved All England i 2002, vandt China Open i 2004.
I dame double spillede hun i en periode sammen med Pernille Harder og vandt her EM-sølv i 2002 og -bronze i 2004. Hun var også med til at vinde sølv ved Uber Cup i 2000 og bronze i samme turnering i 2004, mens hun var med til at vinde bronze i Sudirman Cup i 2001, 2003 og 2005.
Derudover har hun vundet syv DM-titler (tre i damedouble, fire i mixed double).
Mette Schjoldager valgte sommeren 2007 at stoppe sin internationale karriere, og hun fødte en søn 2009. Fem måneder senere genoptog hun for en kort bemærkning karrieren, og her vandt hun DM i mixed double sammen med Mikkel Delbo Larsen, efter at de kun havde spillet fire betydende badmintonkampe sammen. De vandt DM-finalen 20-22, 21-17, 21-19 over Rasmus Bonde og Marie Røpke.
Hun modtog i 2024 Badminton Danmarks fortjensttegn for sin karriere.

### OL
Schjoldager deltog to gange ved de olympiske lege. Ved OL 2000 i Sydney stillede hun op i damedouble sammen med Ann-Lou Jørgensen og nåede anden runde. I mixed double spillede hun sammen med Jens Eriksen, og de nåede kvartfinalen. Ved OL 2004 i Athen spillede hun damedouble sammen med Pernille Harder og blev også her elimineret i anden runde. I mixed double spillede hun igen sammen med Jens Eriksen, og denne gang nåede parret semifinalen, hvor de blev slået af de senere guldvindere, kineserne Gao Ling og Zhang Jun, men de fik bronze, da de bagefter vandt over landsmændene Rikke Olesen og Jonas Rasmussen i to sæt.